# Parque Estadual do Rio Doce
Parque Estadual do Rio Doce är en park i Brasilien.   Den ligger i kommunen Timóteo och delstaten Minas Gerais, i den sydöstra delen av landet, 700 km sydost om huvudstaden Brasília. Parque Estadual do Rio Doce ligger 289 meter över havet.
Terrängen runt Parque Estadual do Rio Doce är platt, och sluttar österut. Runt Parque Estadual do Rio Doce är det glesbefolkat, med 11 invånare per kvadratkilometer.. Närmaste större samhälle är Timóteo, 14,2 km nordväst om Parque Estadual do Rio Doce.
Omgivningarna runt Parque Estadual do Rio Doce är huvudsakligen savann.